# Желин
Желин (грч. Χιλιόδενδρο, до 1927. грч. Ζελήνη) је насељено место у општини Костур у периферији Западна Македонија, Грчка. Према попису из 2021. године било је 567 становника.
Према бугарском географу и историчару, Василу Канчову, у Желину је 1900. године живело 336 Словена хришћана и 200 Словена муслимана или Турака. Након 1924. године принудно је исељено око 40 муслиманских породица у Турску а на њихово место су насељене грчке избеглице из Турске, укупно њих 133. Током грађанског рата словенско становништво је доста страдало, тако да се њихов број умањио.